# 櫂の目塔の属領
『櫂の目塔の属領』（かいのめとうのぞくりょう）は、日本のヴィジュアル系ロックバンドであるメガマソが2007年1月24日にリリースした2作目のミニアルバムである。

## 解説
- 前作のミニアルバム「涙猫」発売からわずか1ヶ月半後のリリースであり、今作について涼平はブログで「実験的な部分と王道の部分が混じった不思議なミニアルバムになってます[1]」とコメントしている。
- なお、今作以降メガマソはミニアルバムを制作しておらず、今作発売から約10年経った2017年11月23日のライブをもって解散した[2]ため、ミニアルバムとしては今作が最後の作品となった。

## 収録曲
1. The majority loves KILLSTAR
  - 作詞・作曲：涼平
  - 涼平はこの曲について自身のブログで「この作品の序章。おそらくこの歌詞を読んだだけでは作品の全貌はまだわからない。[3]」と解説している。
2. Full NELSON 2nd Attack
  - 作詞・作曲：涼平
  - ブログの解説には「様相は混迷を極める。」とある。
3. METEO
  - 作詞・作曲：涼平
  - ブログの解説には「彼らの興奮する理由はこの風化した状況を打破する現代的な（属領に住む彼らにとっては未来的な）存在の出現」とある。
4. Mothermage=bounce
  - 作詞・作曲：涼平
  - ブログの解説には「ある地点へ到達する感情」とある。
5. 塔は高揚する。
  - 作詞・作曲：涼平
  - この曲の歌詞を紹介したブログのタイトルには「物語は後半から佳境へ。[4]」とある。
6. よる、さかな、かぜ、つらりな
  - 作詞・作曲：涼平
7. 海辺が近いため、錆び付きやすいものは持込してはならない。
  - 作詞・作曲：涼平
8. ドリムトシクレトルム
  - 作詞・作曲：涼平
  - この曲についてはブログの中で「何で彼らはヘリコプターにのってこの領にやってきたのか。覇権はだれが握るのか。答えは一つしかない[5]」と書いている。

- DVD
  - PV 「ドリムトシクレトルム」